# Lilandra Neramani
Lilandra Neramani est une extraterrestre Shi'ar évoluant dans l'univers Marvel de la maison d'édition Marvel Comics. Créé par le scénariste Chris Claremont et le dessinateur Dave Cockrum, le personnage de fiction apparaît pour la première fois dans le comic book Uncanny X-Men (vol. 1) #97 en février 1976.
En tant qu'impératrice de l'Empire Sh'iar, elle est protégée par la Garde impériale Shi'ar.

## Biographie du personnage
Lilandra, princesse de la race extra-terrestre Shi'ar, vint sur Terre pour demander de l'aide contre son frère D'Ken qui avait usurpé le trône et qui menaçait l'Univers en tentant de s'emparer du cristal M'Kraan. Les X-Men aidèrent Lilandra à rétablir la situation, mais celle-ci, considérée comme traître à sa patrie, devait être jugée pour savoir si elle pouvait succéder à son frère. Elle décida de rester sur Terre en attendant la sentence.
Xavier et elle tombèrent amoureux ; ils étaient d'ailleurs déjà liés psychiquement alors que Lilandra essayait de rejoindre la Terre. 
Plus tard, Xavier devint prince consort de l'empire Shi'ar, avant que celui-ci ne mette à mort Phénix. Lilandra et lui se séparèrent sans pour autant cesser de s'aimer. Ils ne se virent plus que lorsque les choses allaient mal.
Après la disparition et la mort supposée des X-Men, Xavier rejoint plusieurs fois Lilandra dans l'espace. Il y eut ces dernières années une annulation ab initio de leur mariage à la suite des crimes monstrueux commis par la sœur jumelle de Xavier, Cassandra Nova.

## Pouvoirs et capacités
En tant que membre de la race extraterrestre Shi'ar, les capacités physiques de Lilandra sont légèrement supérieures à celles d'une femme humaine. Elle a également des capacités télépathiques limitées dont l’étendue n’a pas encore été clairement définie.
C'est un excellente combattant au corps à corps, formée aux méthodes Shi'ar de combat armé et non armé. Elle est également un bon pilote de vaisseau spatial.
Lilandra porte parfois une armure de combat de composition inconnue. Elle utilise aussi une variété d'armes d'origines Shi'ar au besoin.